# 2021年中国大陆矿难列表
本条目旨在列举发生在2021年中国大陆的较重大矿难。据中国大陆官方统计，2021年中国大陆共发生矿山事故356起、死亡503人，其中91起为煤矿矿难、造成178人死亡。

## 总览
| 时间     | 事故（括号内为中国大陆官方事故名称）                                               | 死亡人数 | 官方事故案例/调查报告                                    |
| -------- | ---------------------------------------------------------------------------------- | -------- | -------------------------------------------------------- |
| 1月10日  | 山东栖霞笏山金矿爆炸事故（山东五彩龙投资有限公司栖霞市笏山金矿“1·10”重大爆炸事故） | 11       | 调查报告 （页面存档备份，存于）-山东省应急管理厅         |
| 2月17日  | 烟台招远曹家洼金矿“2·17”较大火灾事故                                               | 6        | 调查报告-山东省应急管理厅                                |
| 2月24日  | 河北邯郸武安市冶金矿山集团团城东铁矿“2·24”较大坠落事故                             | 6        | 事故案例-国家矿山安全监察局（页面存档备份，存于）        |
| 3月25日  | 山西华阳集团石港煤业有限公司“3•25”较大煤与瓦斯突出事故                             | 4        | 事故案例-国家矿山安全监察局 （页面存档备份，存于）       |
| 4月9日   | 贵州黎明能源集团有限责任公司东风煤矿“4·9”较大煤与瓦斯突出事故                      | 8        | 事故案例-国家矿山安全监察局 （页面存档备份，存于）       |
| 4月10日  | 新疆昌吉州呼图壁县白杨沟丰源煤矿“4·10”重大透水事故调查报告                         | 21       | 调查报告-新疆维吾尔自治区应急管理厅                      |
| 6月4日   | 河南能源化工集团鹤壁煤电公司第六煤矿“6·4”较大煤与瓦斯突出事故                      | 8        | 事故案例-国家矿山安全监察局 （页面存档备份，存于）       |
| 6月10日  | 山西忻州代县大红才铁矿“6·10”重大透水事故                                           | 13       | 事故案例-国家矿山安全监察局 （页面存档备份，存于）       |
| 7月15日  | 榆林市华瑞郝家梁矿业有限公司“7·15”较大水害事故                                     | 5        | 调查报告-国家矿山安全监察局陕西局 （页面存档备份，存于） |
| 8月14日  | 青海西海煤炭开发有限责任公司柴达尔煤矿“8·14”溃砂溃泥重大事故                       | 20       | 事故案例-国家矿山安全监察局 （页面存档备份，存于）       |
| 10月9日  | 陕西宝鸡太白黄金矿业有限公司泥石流涌入井下巷道事故                                 | 4        | 事故通报-国家矿山安全监察局 （页面存档备份，存于）       |
| 10月11日 | 陕西省咸阳市胡家河煤矿发生局部冒顶事故                                             | 4        | 事故通报-国家矿山安全监察局 （页面存档备份，存于）       |
| 11月10日 | 贵州六盘水六枝特区猴子田煤矿“11·10”较大顶板事故                                    | 4        | 事故案例-国家矿山安全监察局 （页面存档备份，存于）       |

## 1月
- 1月10日，山东栖霞笏山金矿爆炸事故，造成至少10人死亡、1人失踪，直接经济损失6847.33万元。[6]
- 1月19日，贵州毕节市大方县瑞丰煤矿发生一氧化碳超限事故，造成3人死亡、1人受伤。[7]

## 2月
- 2月17日，山东烟台招远曹家洼金矿发生火灾事故，造成6人遇难，4人成功升井[8][9]。
- 2月24日，河北省武安市一铁矿，有人员在下井查看过程中出现事故，造成6人死亡[10]。

## 3月
- 3月25日，山西省华阳新材料科技集团石港煤业有限公司发生煤与瓦斯突出事故，造成4人死亡。[11]

## 4月
- 4月2日，福建省武平县剪寮坑煤矿发生一起顶板事故，造成2人死亡；涉事单位之后伪造事故地点及现场[12]。
- 4月9日，贵州黎明能源集团有限责任公司金沙县东风煤矿发生煤与瓦斯突出事故，造成8人死亡。[13]
- 4月10日，新疆呼图壁县白杨沟丰源煤矿发生透水事故，造成21人被困[14]，后21人全部不幸遇难[15]。

## 5月
- 5月26日，山东枣矿集团新安煤矿“5·26”冒顶事故，造成3人死亡。[16]
- 5月26日，河南省郑州市新密市牛店镇牛店村郑新中原乾通煤矿发生安全事故，造成4人死亡；事件发生后企业进行瞒报，至6月爆出[17]。
- 5月30日，河南省郑州市新密市发生了一起顶板事故，造成3人死亡，3人受伤；事件发生后郑宏康辉（新密）煤业有限公司进行瞒报[18]。

## 6月
- 6月4日，河南鹤壁煤电股份有限公司第六煤矿发生煤与瓦斯突出事故，造成8人死亡。[19]
- 6月10日，山西省代县聂营镇大红才铁矿4号井发生透水事故[20]，造成13名矿工遇难[21]。

## 8月
- 8月14日，青海省海北藏族自治州柴达尔煤矿发生冒顶事故，造成20人死亡[22][23]。

## 10月
- 10月11日，陕西省咸阳市胡家河煤矿发生局部冒顶事故，造成4人死亡，多人重伤[24]。

## 12月
- 12月15日，山西省吕梁市孝义市西辛庄镇杜西沟村，发生因采挖引起的透水事故[25][26]，導致2人死亡，20名被困人員獲救。[27]山西孝义市委书记、市长也因此事被免职。[28]